# Mycomya wirthi
Mycomya wirthi är en tvåvingeart som beskrevs av Vaisanen 1984. Mycomya wirthi ingår i släktet Mycomya och familjen svampmyggor. Inga underarter finns listade i Catalogue of Life.